# Peltocoxa damnoniensis
Peltocoxa damnoniensis is een vlokreeftensoort uit de familie van de Cyproideidae. De wetenschappelijke naam van de soort is voor het eerst geldig gepubliceerd in 1885 door Stebbing.